# Soudal Quick-Step
Soudal Quick-Step (Kod UCI: SOQ) – belgijska zawodowa grupa kolarska. Drużyna powstała w 2003 jako sukcesor włoskiej grupy Mapei-Quick Step, która została rozwiązana pod koniec 2002, po wycofaniu się firmy Mapei ze sponsorowania kolarstwa oraz Domo-Farm Frites.
Od 2005 należy do dywizji UCI WorldTeams (początkowo UCI ProTeams).

## Historia

### Nazwa grupy w poszczególnych latach
| lata      | nazwa                   |
| --------- | ----------------------- |
| 2003–2004 | Quick Step-Davitamon    |
| 2005–2007 | Quick Step-Innergetic   |
| 2008–2011 | Quick Step              |
| 2012–2014 | Omega Pharma-Quick Step |
| 2015–2016 | Etixx-Quick Step        |
| 2017–2018 | Quick-Step Floors       |
| 2019–2021 | Deceuninck-Quick Step   |
| 2022      | Quick-Step Alpha Vinyl  |
| od 2023   | Soudal Quick-Step       |

## Obecny skład (2024)
| Skład drużyny 2024      | Skład drużyny 2024   | Skład drużyny 2024 | Skład drużyny 2024                         |
| Imię i nazwisko         | Data urodzenia       | Państwo            | Poprzednia grupa                           |
| ----------------------- | -------------------- | ------------------ | ------------------------------------------ |
| Julian Alaphilippe      | 11 czerwca 1992      | Francja            | Etixx-iHNed (2013)                         |
| Kasper Asgreen          | 8 lutego 1995        | Dania              | Virtu Cycling (2018)                       |
| Ayco Bastiaens          | 3 czerwca 1996       | Belgia             | Alpecin-Deceuninck Development Team (2023) |
| Mattia Cattaneo         | 25 października 1990 | Włochy             | Androni Giocattoli-Sidermec (2019)         |
| Josef Černý             | 11 maja 1993         | Czechy             | CCC Team (2020)                            |
| Remco Evenepoel         | 25 stycznia 2000     | Belgia             | Acrog-Pauwels-Sauzen-Balen BC (2018)       |
| Gil Gelders             | 16 grudnia 2002      | Belgia             | Soudal Quick-Step Devo Team (2023)         |
| Jan Hirt                | 21 stycznia 1991     | Czechy             | Intermarché-Wanty-Gobert Matériaux (2022)  |
| Antoine Huby            | 19 stycznia 2001     | Francja            | Vendée U Pays de la Loire (2023)           |
| James Knox              | 4 listopada 1995     | Wielka Brytania    | Team Wiggins (2017)                        |
| Yves Lampaert           | 10 kwietnia 1991     | Belgia             | Topsport Vlaanderen-Baloise (2014)         |
| Luke Lamperti           | 31 grudnia 2002      | Stany Zjednoczone  | Trinity Racing (2023)                      |
| Mikel Landa             | 13 grudnia 1989      | Hiszpania          | Bahrain Victorious (2023)                  |
| William Junior Lecerf   | 15 października 2002 | Belgia             | Soudal Quick-Step Devo Team (2023)         |
| Paul Magnier            | 14 kwietnia 2004     | Francja            | Trinity Racing (2023)                      |
| Fausto Masnada          | 6 listopada 1993     | Włochy             | CCC Team (2020)                            |
| Tim Merlier             | 30 października 1992 | Belgia             | Alpecin-Deceuninck (2022)                  |
| Gianni Moscon           | 20 kwietnia 1994     | Włochy             | Astana Qazaqstan Team (2023)               |
| Casper Pedersen         | 15 marca 1996        | Dania              | Team DSM (2022)                            |
| Pieter Serry            | 21 listopada 1988    | Belgia             | Topsport Vlaanderen-Mercator (2012)        |
| Martin Svrček           | 17 lutego 2003       | Słowacja           | Biesse-Carrera (2022)                      |
| Bert Van Lerberghe      | 29 września 1992     | Belgia             | Cofidis, Solutions Crédits (2019)          |
| Ilan Van Wilder         | 14 maja 2000         | Belgia             | Team DSM (2021)                            |
| Warre Vangheluwe        | 23 lipca 2001        | Belgia             | Soudal Quick-Step Devo Team (2023)         |
| Mauri Vansevenant       | 1 czerwca 1999       | Belgia             | EFC-L&R-Vulsteke (2019)                    |
| Louis Vervaeke          | 6 października 1993  | Belgia             | Alpecin-Fenix (2021)                       |
| Jordi Warlop            | 4 czerwca 1996       | Belgia             | Soudal Quick-Step Devo Team (2023)         |
| Pepijn Reinderink       | 4 maja 2002          | Holandia           | Soudal Quick-Step Devo Team (2023)         |
|                         |                      |                    |                                            |
| Źródło: ProCyclingStats |                      |                    |                                            |

## Sezony

### 2023

#### Skład
| Skład drużyny 2023      | Skład drużyny 2023   | Skład drużyny 2023 | Skład drużyny 2023                        |
| Imię i nazwisko         | Data urodzenia       | Państwo            | Poprzednia grupa                          |
| ----------------------- | -------------------- | ------------------ | ----------------------------------------- |
| Julian Alaphilippe      | 11 czerwca 1992      | Francja            | Etixx-iHNed (2013)                        |
| Kasper Asgreen          | 8 lutego 1995        | Dania              | Virtu Cycling (2018)                      |
| Andrea Bagioli          | 23 marca 1999        | Włochy             | Colpack (2019)                            |
| Davide Ballerini        | 21 września 1994     | Włochy             | Astana (2019)                             |
| Mattia Cattaneo         | 25 października 1990 | Włochy             | Androni Giocattoli-Sidermec (2019)        |
| Rémi Cavagna            | 10 sierpnia 1995     | Francja            | Klein Constantia (2016)                   |
| Josef Černý             | 11 maja 1993         | Czechy             | CCC Team (2020)                           |
| Tim Declercq            | 21 marca 1989        | Belgia             | Topsport Vlaanderen-Baloise (2016)        |
| Dries Devenyns          | 22 lipca 1983        | Belgia             | IAM Cycling (2016)                        |
| Remco Evenepoel         | 25 stycznia 2000     | Belgia             | Acrog-Pauwels-Sauzen-Balen BC (2018)      |
| Jan Hirt                | 21 stycznia 1991     | Czechy             | Intermarché-Wanty-Gobert Matériaux (2022) |
| Fabio Jakobsen          | 31 sierpnia 1996     | Holandia           | SEG Racing Academy (2017)                 |
| James Knox              | 4 listopada 1995     | Wielka Brytania    | Team Wiggins (2017)                       |
| Yves Lampaert           | 10 kwietnia 1991     | Belgia             | Topsport Vlaanderen-Baloise (2014)        |
| Fausto Masnada          | 6 listopada 1993     | Włochy             | CCC Team (2020)                           |
| Tim Merlier             | 30 października 1992 | Belgia             | Alpecin-Deceuninck (2022)                 |
| Michael Mørkøv          | 30 kwietnia 1985     | Dania              | Katusha-Alpecin (2017)                    |
| Casper Pedersen         | 15 marca 1996        | Dania              | Team DSM (2022)                           |
| Mauro Schmid            | 4 grudnia 1999       | Szwajcaria         | Qhubeka NextHash (2021)                   |
| Florian Sénéchal        | 10 lipca 1993        | Francja            | Cofidis, Solutions Crédits (2017)         |
| Pieter Serry            | 21 listopada 1988    | Belgia             | Topsport Vlaanderen-Mercator (2012)       |
| Jannik Steimle          | 4 kwietnia 1996      | Niemcy             | Team Vorarlberg-Santic (2019)             |
| Martin Svrček           | 17 lutego 2003       | Słowacja           | Biesse-Carrera (2022)                     |
| Bert Van Lerberghe      | 29 września 1992     | Belgia             | Cofidis, Solutions Crédits (2019)         |
| Stan Van Tricht         | 20 września 1999     | Belgia             | SEG Racing Academy (2021)                 |
| Ilan Van Wilder         | 14 maja 2000         | Belgia             | Team DSM (2021)                           |
| Mauri Vansevenant       | 1 czerwca 1999       | Belgia             | EFC-L&R-Vulsteke (2019)                   |
| Ethan Vernon            | 26 sierpnia 2000     | Wielka Brytania    | Team Inspired (2021)                      |
| Louis Vervaeke          | 6 października 1993  | Belgia             | Alpecin-Fenix (2021)                      |
|                         |                      |                    |                                           |
| Źródło: ProCyclingStats |                      |                    |                                           |

#### Zwycięstwa
| Zwycięstwa       | Zwycięstwa                                                          | Zwycięstwa                   | Zwycięstwa | Zwycięstwa         | Zwycięstwa |
| Data             | Wyścig                                                              | Państwo                      | Kategoria  | Zwycięzca          |            |
| ---------------- | ------------------------------------------------------------------- | ---------------------------- | ---------- | ------------------ | ---------- |
| 23 sty           | Vuelta a San Juan, 2. etap                                          | Argentyna                    | 2.Pro      | Fabio Jakobsen     |            |
| 29 sty           | Trofeo Playa de Palma                                               | Hiszpania                    | 1.1        | Ethan Vernon       |            |
| 11 lut           | Tour of Oman, 1. etap                                               | Oman                         | 2.Pro      | Tim Merlier        |            |
| 12 lut           | Figueira Champions Classic                                          | Portugalia                   | 1.1        | Casper Pedersen    |            |
| 15 lut           | Tour of Oman, 5. etap                                               | Oman                         | 2.Pro      | Mauri Vansevenant  |            |
| 20 lut           | UAE Tour, 1. etap                                                   | Zjednoczone Emiraty Arabskie | 2.UWT      | Tim Merlier        |            |
| 21 lut           | UAE Tour, 2. etap                                                   | Zjednoczone Emiraty Arabskie | 2.UWT      | Soudal Quick-Step  |            |
| 25 lut           | UAE Tour, 6. etap                                                   | Zjednoczone Emiraty Arabskie | 2.UWT      | Tim Merlier        |            |
| 25 lut           | Classic de l’Ardèche                                                | Francja                      | 1.Pro      | Julian Alaphilippe |            |
| 26 lutego 2023   | UAE Tour, klasyfikacja generalna                                    | Zjednoczone Emiraty Arabskie | 2.UWT      | Remco Evenepoel    |            |
| 5 mar            | Paryż-Nicea, 1. etap                                                | Francja                      | 2.UWT      | Tim Merlier        |            |
| 7 mar            | Tirreno-Adriático, 2. etap                                          | Włochy                       | 2.UWT      | Fabio Jakobsen     |            |
| 15 mar           | Nokere Koerse                                                       | Belgia                       | 1.Pro      | Tim Merlier        |            |
| 21 mar           | Settimana Internazionale di Coppi e Bartali, 1. etap                | Włochy                       | 2.1        | Rémi Cavagna       |            |
| 22 mar           | Volta Ciclista a Catalunya, 3. etap                                 | Hiszpania                    | 2.UWT      | Remco Evenepoel    |            |
| 25 mar           | Settimana Internazionale di Coppi e Bartali, 5. etap                | Włochy                       | 2.1        | Rémi Cavagna       |            |
| 25 marca 2023    | Settimana Internazionale di Coppi e Bartali, klasyfikacja generalna | Włochy                       | 2.1        | Mauro Schmid       |            |
| 26 mar           | Volta Ciclista a Catalunya, 7. etap                                 | Hiszpania                    | 2.UWT      | Remco Evenepoel    |            |
| 23 kwi           | Liège-Bastogne-Liège                                                | Belgia                       | 1.UWT      | Remco Evenepoel    |            |
| 25 kwi           | Tour de Romandie, prolog                                            | Szwajcaria                   | 2.UWT      | Josef Černý        |            |
| 26 kwi           | Tour de Romandie, 1. etap                                           | Szwajcaria                   | 2.UWT      | Ethan Vernon       |            |
| 6 maj            | Giro d'Italia, 1. etap                                              | Włochy                       | 2.UWT      | Remco Evenepoel    |            |
| 11 maj           | Tour de Hongrie, 2. etap                                            | Węgry                        | 2.Pro      | Fabio Jakobsen     |            |
| 5 cze            | Critérium du Dauphiné, 2. etap                                      | Francja                      | 2.UWT      | Julian Alaphilippe |            |
| 15 cze           | Baloise Belgium Tour, 2. etap                                       | Belgia                       | 2.Pro      | Fabio Jakobsen     |            |
| 17 cze           | Tour de Suisse, 7. etap                                             | Szwajcaria                   | 2.UWT      | Remco Evenepoel    |            |
| 22 cze           | Mistrzostwa Danii – jazda indywidualna na czas                      | Dania                        | CN         | Kasper Asgreen     |            |
| 22 cze           | Mistrzostwa Francji – jazda indywidualna na czas                    | Francja                      | CN         | Rémi Cavagna       |            |
| 25 cze           | Mistrzostwa Belgii – start wspólny                                  | Belgia                       | CN         | Remco Evenepoel    |            |
| 20 lip           | Tour de France, 18. etap                                            | Francja                      | 2.UWT      | Kasper Asgreen     |            |
| 26 lip           | Tour de Wallonie, 5. etap                                           | Belgia                       | 2.Pro      | Andrea Bagioli     |            |
| 29 lip           | Tour de Pologne, 1. etap                                            | Polska                       | 2.UWT      | Tim Merlier        |            |
| 29 lip           | Clásica de San Sebastián                                            | Hiszpania                    | 1.UWT      | Remco Evenepoel    |            |
| 16 sie           | Danmark Rundt, 2. etap                                              | Dania                        | 2.Pro      | Fabio Jakobsen     |            |
| 18 sie           | Danmark Rundt, 4. etap                                              | Dania                        | 2.Pro      | Fabio Jakobsen     |            |
| 23 sie           | Deutschland Tour, prolog                                            | Niemcy                       | 2.Pro      | Ethan Vernon       |            |
| 24 sie           | Deutschland Tour, 1. etap                                           | Niemcy                       | 2.Pro      | Ilan Van Wilder    |            |
| 27 sierpnia 2023 | Deutschland Tour, klasyfikacja generalna                            | Niemcy                       | 2.Pro      | Ilan Van Wilder    |            |
| 28 sie           | Vuelta a España, 3. etap                                            | Hiszpania                    | 2.UWT      | Remco Evenepoel    |            |
| 9 wrz            | Vuelta a España, 14. etap                                           | Francja                      | 2.UWT      | Remco Evenepoel    |            |
| 10 wrz           | Grand Prix de Fourmies                                              | Francja                      | 1.Pro      | Tim Merlier        |            |
| 13 wrz           | Okolo Slovenska, 1. etap                                            | Słowacja                     | 2.1        | Rémi Cavagna       |            |
| 14 wrz           | Vuelta a España, 18. etap                                           | Hiszpania                    | 2.UWT      | Remco Evenepoel    |            |
| 14 wrz           | Okolo Slovenska, 2. etap                                            | Słowacja                     | 2.1        | Tim Merlier        |            |
| 15 wrz           | Okolo Slovenska, 3. etap                                            | Słowacja                     | 2.1        | Andrea Bagioli     |            |
| 16 wrz           | Okolo Slovenska, 4. etap                                            | Słowacja                     | 2.1        | Tim Merlier        |            |
| 17 wrz           | Okolo Slovenska, 5. etap                                            | Słowacja                     | 2.1        | Kasper Asgreen     |            |
| 17 września 2023 | Okolo Slovenska, klasyfikacja generalna                             | Słowacja                     | 2.1        | Rémi Cavagna       |            |
| 3 paź            | Tre Valli Varesine                                                  | Włochy                       | 1.Pro      | Ilan Van Wilder    |            |
| 5 paź            | Giro del Piemonte                                                   | Włochy                       | 1.Pro      | Andrea Bagioli     |            |

### 2022

#### Skład
| Skład drużyny 2022                       | Skład drużyny 2022   | Skład drużyny 2022 | Skład drużyny 2022                   |
| Imię i nazwisko                          | Data urodzenia       | Państwo            | Poprzednia grupa                     |
| ---------------------------------------- | -------------------- | ------------------ | ------------------------------------ |
| Julian Alaphilippe                       | 11 czerwca 1992      | Francja            | Etixx-iHNed (2013)                   |
| Kasper Asgreen                           | 8 lutego 1995        | Dania              | Virtu Cycling (2018)                 |
| Andrea Bagioli                           | 23 marca 1999        | Włochy             | Colpack (2019)                       |
| Davide Ballerini                         | 21 września 1994     | Włochy             | Astana (2019)                        |
| Mattia Cattaneo                          | 25 października 1990 | Włochy             | Androni Giocattoli-Sidermec (2019)   |
| Rémi Cavagna                             | 10 sierpnia 1995     | Francja            | Klein Constantia (2016)              |
| Mark Cavendish                           | 21 maja 1985         | Wielka Brytania    | Bahrain McLaren (2020)               |
| Josef Černý                              | 11 maja 1993         | Czechy             | CCC Team (2020)                      |
| Tim Declercq                             | 21 marca 1989        | Belgia             | Topsport Vlaanderen-Baloise (2016)   |
| Dries Devenyns                           | 22 lipca 1983        | Belgia             | IAM Cycling (2016)                   |
| Remco Evenepoel                          | 25 stycznia 2000     | Belgia             | Acrog-Pauwels-Sauzen-Balen BC (2018) |
| Mikkel Frølich Honoré                    | 21 stycznia 1997     | Dania              | Virtu Cycling (2018)                 |
| Fabio Jakobsen                           | 31 sierpnia 1996     | Holandia           | SEG Racing Academy (2017)            |
| Iljo Keisse                              | 21 grudnia 1982      | Belgia             | Topsport Vlaanderen-Mercator (2009)  |
| James Knox                               | 4 listopada 1995     | Wielka Brytania    | Team Wiggins (2017)                  |
| Yves Lampaert                            | 10 kwietnia 1991     | Belgia             | Topsport Vlaanderen-Baloise (2014)   |
| Fausto Masnada                           | 6 listopada 1993     | Włochy             | CCC Team (2020)                      |
| Michael Mørkøv                           | 30 kwietnia 1985     | Dania              | Katusha-Alpecin (2017)               |
| Mauro Schmid                             | 4 grudnia 1999       | Szwajcaria         | Qhubeka NextHash (2021)              |
| Florian Sénéchal                         | 10 lipca 1993        | Francja            | Cofidis, Solutions Crédits (2017)    |
| Pieter Serry                             | 21 listopada 1988    | Belgia             | Topsport Vlaanderen-Mercator (2012)  |
| Stijn Steels                             | 21 sierpnia 1989     | Belgia             | Roompot-Charles (2019)               |
| Jannik Steimle                           | 4 kwietnia 1996      | Niemcy             | Team Vorarlberg-Santic (2019)        |
| Zdeněk Štybar                            | 11 grudnia 1985      | Czechy             | Telenet-Fidea (2011)                 |
| Martin Svrček (1 lip–31 gru)             | 17 lutego 2003       | Słowacja           | Team Franco Ballerini (2021)         |
| Bert Van Lerberghe                       | 29 września 1992     | Belgia             | Cofidis, Solutions Crédits (2019)    |
| Stan Van Tricht                          | 20 września 1999     | Belgia             | SEG Racing Academy (2021)            |
| Ilan Van Wilder                          | 14 maja 2000         | Belgia             | Team DSM (2021)                      |
| Mauri Vansevenant                        | 1 czerwca 1999       | Belgia             | EFC-L&R-Vulsteke (2019)              |
| Ethan Vernon                             | 26 sierpnia 2000     | Wielka Brytania    | Team Inspired (2021)                 |
| Louis Vervaeke                           | 6 października 1993  | Belgia             | Alpecin-Fenix (2021)                 |
| Simone Raccani (1 sie–31 gru, stażysta)  | 2 marca 2001         | Włochy             | Zalf Euromobil Fior (2022)           |
|                                          |                      |                    |                                      |
| Źródła: ProCyclingStats Cycling Archives |                      |                    |                                      |

### 2021

#### Skład
| Skład drużyny 2021                       | Skład drużyny 2021   | Skład drużyny 2021 | Skład drużyny 2021                   |
| Imię i nazwisko                          | Data urodzenia       | Państwo            | Poprzednia grupa                     |
| ---------------------------------------- | -------------------- | ------------------ | ------------------------------------ |
| Julian Alaphilippe                       | 11 czerwca 1992      | Francja            | Etixx-iHNed (2013)                   |
| João Almeida                             | 5 sierpnia 1998      | Portugalia         | Hagens Berman Axeon (2019)           |
| Shane Archbold                           | 2 lutego 1989        | Nowa Zelandia      | Bora-Hansgrohe (2019)                |
| Kasper Asgreen                           | 8 lutego 1995        | Dania              | Virtu Cycling (2018)                 |
| Andrea Bagioli                           | 23 marca 1999        | Włochy             | Colpack (2019)                       |
| Davide Ballerini                         | 21 września 1994     | Włochy             | Astana (2019)                        |
| Sam Bennett                              | 16 października 1990 | Irlandia           | Bora-Hansgrohe (2019)                |
| Mattia Cattaneo                          | 25 października 1990 | Włochy             | Androni Giocattoli-Sidermec (2019)   |
| Rémi Cavagna                             | 10 sierpnia 1995     | Francja            | Klein Constantia (2016)              |
| Mark Cavendish                           | 21 maja 1985         | Wielka Brytania    | Bahrain McLaren (2020)               |
| Josef Černý                              | 11 maja 1993         | Czechy             | CCC Team (2020)                      |
| Tim Declercq                             | 21 marca 1989        | Belgia             | Topsport Vlaanderen-Baloise (2016)   |
| Dries Devenyns                           | 22 lipca 1983        | Belgia             | IAM Cycling (2016)                   |
| Remco Evenepoel                          | 25 stycznia 2000     | Belgia             | Acrog-Pauwels-Sauzen-Balen BC (2018) |
| Ian Garrison                             | 14 kwietnia 1998     | Stany Zjednoczone  | Hagens Berman Axeon (2019)           |
| Álvaro Hodeg                             | 16 września 1996     | Kolumbia           | Coldeportes-Zenú (2017)              |
| Mikkel Frølich Honoré                    | 21 stycznia 1997     | Dania              | Virtu Cycling (2018)                 |
| Fabio Jakobsen                           | 31 sierpnia 1996     | Holandia           | SEG Racing Academy (2017)            |
| Iljo Keisse                              | 21 grudnia 1982      | Belgia             | Topsport Vlaanderen-Mercator (2009)  |
| James Knox                               | 4 listopada 1995     | Wielka Brytania    | Team Wiggins (2017)                  |
| Yves Lampaert                            | 10 kwietnia 1991     | Belgia             | Topsport Vlaanderen-Baloise (2014)   |
| Fausto Masnada                           | 6 listopada 1993     | Włochy             | CCC Team (2020)                      |
| Michael Mørkøv                           | 30 kwietnia 1985     | Dania              | Katusha-Alpecin (2017)               |
| Florian Sénéchal                         | 10 lipca 1993        | Francja            | Cofidis, Solutions Crédits (2017)    |
| Pieter Serry                             | 21 listopada 1988    | Belgia             | Topsport Vlaanderen-Mercator (2012)  |
| Stijn Steels                             | 21 sierpnia 1989     | Belgia             | Roompot-Charles (2019)               |
| Jannik Steimle                           | 4 kwietnia 1996      | Niemcy             | Team Vorarlberg-Santic (2019)        |
| Zdeněk Štybar                            | 11 grudnia 1985      | Czechy             | Telenet-Fidea (2011)                 |
| Bert Van Lerberghe                       | 29 września 1992     | Belgia             | Cofidis, Solutions Crédits (2019)    |
| Mauri Vansevenant                        | 1 czerwca 1999       | Belgia             | EFC-L&R-Vulsteke (2019)              |
| Stan Van Tricht (1 sie–31 gru, stażysta) | 20 września 1999     | Belgia             | SEG Racing Academy (2021)            |
| Jason Osborne (1 wrz–31 gru, stażysta)   | 20 marca 1994        | Niemcy             |                                      |
|                                          |                      |                    |                                      |
| Źródła: ProCyclingStats Cycling Archives |                      |                    |                                      |

### 2020

#### Skład
| Skład drużyny 2020               | Skład drużyny 2020   | Skład drużyny 2020 | Skład drużyny 2020                   |
| Imię i nazwisko                  | Data urodzenia       | Państwo            | Poprzednia grupa                     |
| -------------------------------- | -------------------- | ------------------ | ------------------------------------ |
| Julian Alaphilippe               | 11 czerwca 1992      | Francja            | Etixx-iHNed (2013)                   |
| João Almeida                     | 5 sierpnia 1998      | Portugalia         | Hagens Berman Axeon (2019)           |
| Shane Archbold                   | 2 lutego 1989        | Nowa Zelandia      | Bora-Hansgrohe (2019)                |
| Kasper Asgreen                   | 8 lutego 1995        | Dania              | Virtu Cycling (2018)                 |
| Andrea Bagioli                   | 23 marca 1999        | Włochy             | Colpack (2019)                       |
| Davide Ballerini                 | 21 września 1994     | Włochy             | Astana (2019)                        |
| Sam Bennett                      | 16 października 1990 | Irlandia           | Bora-Hansgrohe (2019)                |
| Mattia Cattaneo                  | 25 października 1990 | Włochy             | Androni Giocattoli-Sidermec (2019)   |
| Rémi Cavagna                     | 10 sierpnia 1995     | Francja            | Klein Constantia (2016)              |
| Tim Declercq                     | 21 marca 1989        | Belgia             | Topsport Vlaanderen-Baloise (2016)   |
| Dries Devenyns                   | 22 lipca 1983        | Belgia             | IAM Cycling (2016)                   |
| Remco Evenepoel                  | 25 stycznia 2000     | Belgia             | Acrog-Pauwels-Sauzen-Balen BC (2018) |
| Ian Garrison                     | 14 kwietnia 1998     | Stany Zjednoczone  | Hagens Berman Axeon (2019)           |
| Álvaro Hodeg                     | 16 września 1996     | Kolumbia           | Coldeportes-Zenú (2017)              |
| Mikkel Frølich Honoré            | 21 stycznia 1997     | Dania              | Virtu Cycling (2018)                 |
| Fabio Jakobsen                   | 31 sierpnia 1996     | Holandia           | SEG Racing Academy (2017)            |
| Bob Jungels                      | 22 września 1992     | Luksemburg         | Trek Factory Racing (2015)           |
| Iljo Keisse                      | 21 grudnia 1982      | Belgia             | Topsport Vlaanderen-Mercator (2009)  |
| James Knox                       | 4 listopada 1995     | Wielka Brytania    | Team Wiggins (2017)                  |
| Yves Lampaert                    | 10 kwietnia 1991     | Belgia             | Topsport Vlaanderen-Baloise (2014)   |
| Michael Mørkøv                   | 30 kwietnia 1985     | Dania              | Katusha-Alpecin (2017)               |
| Florian Sénéchal                 | 10 lipca 1993        | Francja            | Cofidis, Solutions Crédits (2017)    |
| Pieter Serry                     | 21 listopada 1988    | Belgia             | Topsport Vlaanderen-Mercator (2012)  |
| Stijn Steels                     | 21 sierpnia 1989     | Belgia             | Roompot-Charles (2019)               |
| Jannik Steimle                   | 4 kwietnia 1996      | Niemcy             | Team Vorarlberg-Santic (2019)        |
| Zdeněk Štybar                    | 11 grudnia 1985      | Czechy             | Telenet-Fidea (2011)                 |
| Bert Van Lerberghe               | 29 września 1992     | Belgia             | Cofidis, Solutions Crédits (2019)    |
| Mauri Vansevenant (1 lip–31 gru) | 1 czerwca 1999       | Belgia             | EFC-L&R-Vulsteke (2019)              |
| Fausto Masnada (19 sie–31 gru)   | 6 listopada 1993     | Włochy             | Androni Giocattoli-Sidermec (2019)   |
|                                  |                      |                    |                                      |
| Źródło: ProCyclingStats          |                      |                    |                                      |

### 2019

#### Skład
| Skład drużyny 2019                       | Skład drużyny 2019 | Skład drużyny 2019 | Skład drużyny 2019                   |
| Imię i nazwisko                          | Data urodzenia     | Państwo            | Poprzednia grupa                     |
| ---------------------------------------- | ------------------ | ------------------ | ------------------------------------ |
| Julian Alaphilippe                       | 11 czerwca 1992    | Francja            | Etixx-iHNed (2013)                   |
| Kasper Asgreen                           | 8 lutego 1995      | Dania              | Virtu Cycling (2018)                 |
| Rémi Cavagna                             | 10 sierpnia 1995   | Francja            | Klein Constantia (2016)              |
| Tim Declercq                             | 21 marca 1989      | Belgia             | Topsport Vlaanderen-Baloise (2016)   |
| Dries Devenyns                           | 22 lipca 1983      | Belgia             | IAM Cycling (2016)                   |
| Remco Evenepoel                          | 25 stycznia 2000   | Belgia             | Acrog-Pauwels-Sauzen-Balen BC (2018) |
| Philippe Gilbert                         | 5 lipca 1982       | Belgia             | BMC Racing Team (2016)               |
| Álvaro Hodeg                             | 16 września 1996   | Kolumbia           | Coldeportes-Zenú (2017)              |
| Mikkel Frølich Honoré                    | 21 stycznia 1997   | Dania              | Virtu Cycling (2018)                 |
| Fabio Jakobsen                           | 31 sierpnia 1996   | Holandia           | SEG Racing Academy (2017)            |
| Bob Jungels                              | 22 września 1992   | Luksemburg         | Trek Factory Racing (2015)           |
| Iljo Keisse                              | 21 grudnia 1982    | Belgia             | Topsport Vlaanderen-Mercator (2009)  |
| James Knox                               | 4 listopada 1995   | Wielka Brytania    | Team Wiggins (2017)                  |
| Yves Lampaert                            | 10 kwietnia 1991   | Belgia             | Topsport Vlaanderen-Baloise (2014)   |
| Davide Martinelli                        | 31 maja 1993       | Włochy             | Colpack (2015)                       |
| Enric Mas                                | 7 stycznia 1995    | Hiszpania          | Klein Constantia (2016)              |
| Michael Mørkøv                           | 30 kwietnia 1985   | Dania              | Katusha-Alpecin (2017)               |
| Maximiliano Richeze                      | 7 marca 1983       | Argentyna          | Lampre-Merida (2015)                 |
| Fabio Sabatini                           | 18 lutego 1985     | Włochy             | Cannondale (2014)                    |
| Florian Sénéchal                         | 10 lipca 1993      | Francja            | Cofidis, Solutions Crédits (2017)    |
| Pieter Serry                             | 21 listopada 1988  | Belgia             | Topsport Vlaanderen-Mercator (2012)  |
| Zdeněk Štybar                            | 11 grudnia 1985    | Czechy             | Telenet-Fidea (2011)                 |
| Petr Vakoč                               | 11 lipca 1992      | Czechy             | Etixx-iHNed (2013)                   |
| Elia Viviani                             | 7 lutego 1989      | Włochy             | Team Sky (2017)                      |
| Eros Capecchi                            | 13 czerwca 1986    | Włochy             | Astana (2016)                        |
| Jannik Steimle (1 sie–31 gru, stażysta)  | 4 kwietnia 1996    | Niemcy             | Team Vorarlberg-Santic (2019)        |
| Samuel Gaze (1 sie–31 gru, stażysta)     | 12 grudnia 1995    | Nowa Zelandia      |                                      |
|                                          |                    |                    |                                      |
| Źródła: ProCyclingStats Cycling Quotient |                    |                    |                                      |

### 2018

#### Skład
| Skład drużyny 2018                             | Skład drużyny 2018 | Skład drużyny 2018 | Skład drużyny 2018                  |
| Imię i nazwisko                                | Data urodzenia     | Państwo            | Poprzednia grupa                    |
| ---------------------------------------------- | ------------------ | ------------------ | ----------------------------------- |
| Julian Alaphilippe                             | 11 czerwca 1992    | Francja            | Etixx-iHNed (2013)                  |
| Eros Capecchi                                  | 13 czerwca 1986    | Włochy             | Astana (2016)                       |
| Rémi Cavagna                                   | 10 sierpnia 1995   | Francja            | Klein Constantia (2016)             |
| Laurens De Plus                                | 4 września 1995    | Belgia             | Lotto-Soudal U23 (2015)             |
| Tim Declercq                                   | 21 marca 1989      | Belgia             | Topsport Vlaanderen-Baloise (2016)  |
| Dries Devenyns                                 | 22 lipca 1983      | Belgia             | IAM Cycling (2016)                  |
| Fernando Gaviria                               | 19 sierpnia 1994   | Kolumbia           | Coldeportes-Claro (2015)            |
| Philippe Gilbert                               | 5 lipca 1982       | Belgia             | BMC Racing Team (2016)              |
| Álvaro Hodeg                                   | 16 września 1996   | Kolumbia           | Coldeportes-Zenú (2017)             |
| Fabio Jakobsen                                 | 31 sierpnia 1996   | Holandia           | SEG Racing Academy (2017)           |
| Bob Jungels                                    | 22 września 1992   | Luksemburg         | Trek Factory Racing (2015)          |
| Iljo Keisse                                    | 21 grudnia 1982    | Belgia             | Topsport Vlaanderen-Mercator (2009) |
| James Knox                                     | 4 listopada 1995   | Wielka Brytania    | Team Wiggins (2017)                 |
| Yves Lampaert                                  | 10 kwietnia 1991   | Belgia             | Topsport Vlaanderen-Baloise (2014)  |
| Davide Martinelli                              | 31 maja 1993       | Włochy             | Colpack (2015)                      |
| Enric Mas                                      | 7 stycznia 1995    | Hiszpania          | Klein Constantia (2016)             |
| Michael Mørkøv                                 | 30 kwietnia 1985   | Dania              | Katusha-Alpecin (2017)              |
| Jhonatan Narváez                               | 4 marca 1997       | Ekwador            | Axeon-Hagens Berman (2017)          |
| Maximiliano Richeze                            | 7 marca 1983       | Argentyna          | Lampre-Merida (2015)                |
| Fabio Sabatini                                 | 18 lutego 1985     | Włochy             | Cannondale (2014)                   |
| Maximilian Schachmann                          | 9 stycznia 1994    | Niemcy             | Klein Constantia (2016)             |
| Florian Sénéchal                               | 10 lipca 1993      | Francja            | Cofidis, Solutions Crédits (2017)   |
| Pieter Serry                                   | 21 listopada 1988  | Belgia             | Topsport Vlaanderen-Mercator (2012) |
| Zdeněk Štybar                                  | 11 grudnia 1985    | Czechy             | Telenet-Fidea (2011)                |
| Niki Terpstra                                  | 18 maja 1984       | Holandia           | Team Milram (2010)                  |
| Petr Vakoč                                     | 11 lipca 1992      | Czechy             | Etixx-iHNed (2013)                  |
| Elia Viviani                                   | 7 lutego 1989      | Włochy             | Team Sky (2017)                     |
| Kasper Asgreen (1 kwi–31 gru)                  | 8 lutego 1995      | Dania              | Virtu Cycling (2018)                |
| Mikkel Frølich Honoré (1 sie–31 gru, stażysta) | 21 stycznia 1997   | Dania              | Lotto-Soudal U23 (2017)             |
|                                                |                    |                    |                                     |
| Źródła: ProCyclingStats Cycling Quotient       |                    |                    |                                     |

### 2017

#### Skład
| Skład drużyny 2017                                | Skład drużyny 2017   | Skład drużyny 2017 | Skład drużyny 2017                                  |
| Imię i nazwisko                                   | Data urodzenia       | Państwo            | Poprzednia grupa                                    |
| ------------------------------------------------- | -------------------- | ------------------ | --------------------------------------------------- |
| Julian Alaphilippe                                | 11 czerwca 1992      | Francja            | Etixx-iHNed (2013)                                  |
| Jack Bauer                                        | 7 kwietnia 1985      | Nowa Zelandia      | Cannondale-Drapac (2016)                            |
| Tom Boonen (1 sty–10 kwi, Przypis)                | 15 października 1980 | Belgia             | US Postal Service (2002)                            |
| Gianluca Brambilla                                | 22 sierpnia 1987     | Włochy             | Colnago-CSF Inox (2012)                             |
| Eros Capecchi                                     | 13 czerwca 1986      | Włochy             | Astana (2016)                                       |
| Rémi Cavagna                                      | 10 sierpnia 1995     | Francja            | Klein Constantia (2016)                             |
| David de la Cruz                                  | 6 maja 1989          | Hiszpania          | NetApp-Endura (2014)                                |
| Laurens De Plus                                   | 4 września 1995      | Belgia             | Lotto-Soudal U23 (2015)                             |
| Tim Declercq                                      | 21 marca 1989        | Belgia             | Topsport Vlaanderen-Baloise (2016)                  |
| Dries Devenyns                                    | 22 lipca 1983        | Belgia             | IAM Cycling (2016)                                  |
| Fernando Gaviria                                  | 19 sierpnia 1994     | Kolumbia           | Coldeportes-Claro (2015)                            |
| Philippe Gilbert                                  | 5 lipca 1982         | Belgia             | BMC Racing Team (2016)                              |
| Bob Jungels                                       | 22 września 1992     | Luksemburg         | Trek Factory Racing (2015)                          |
| Iljo Keisse                                       | 21 grudnia 1982      | Belgia             | Topsport Vlaanderen-Mercator (2009)                 |
| Marcel Kittel                                     | 11 maja 1988         | Niemcy             | Giant-Alpecin (2015)                                |
| Yves Lampaert                                     | 10 kwietnia 1991     | Belgia             | Topsport Vlaanderen-Baloise (2014)                  |
| Daniel Martin                                     | 20 sierpnia 1986     | Irlandia           | Cannondale-Garmin (2015)                            |
| Davide Martinelli                                 | 31 maja 1993         | Włochy             | Colpack (2015)                                      |
| Enric Mas                                         | 7 stycznia 1995      | Hiszpania          | Klein Constantia (2016)                             |
| Maximiliano Richeze                               | 7 marca 1983         | Argentyna          | Lampre-Merida (2015)                                |
| Fabio Sabatini                                    | 18 lutego 1985       | Włochy             | Cannondale (2014)                                   |
| Maximilian Schachmann                             | 9 stycznia 1994      | Niemcy             | Klein Constantia (2016)                             |
| Pieter Serry                                      | 21 listopada 1988    | Belgia             | Topsport Vlaanderen-Mercator (2012)                 |
| Zdeněk Štybar                                     | 11 grudnia 1985      | Czechy             | Telenet-Fidea (2011)                                |
| Niki Terpstra                                     | 18 maja 1984         | Holandia           | Team Milram (2010)                                  |
| Matteo Trentin                                    | 2 sierpnia 1989      | Włochy             | Marchiol-Pasta Montegrappa-Orogildo (2010)          |
| Petr Vakoč                                        | 11 lipca 1992        | Czechy             | Etixx-iHNed (2013)                                  |
| Martin Velits                                     | 21 lutego 1985       | Słowacja           | HTC-Highroad (2011)                                 |
| Julien Vermote                                    | 26 lipca 1989        | Belgia             | Beveren 2000 (2010)                                 |
| Álvaro Hodeg (1 sie–31 gru, stażysta)             | 16 września 1996     | Kolumbia           | Coldeportes-Zenú (2017)                             |
| Przemysław Kasperkiewicz (1 sie–31 sie, stażysta) | 1 marca 1994         | Polska             | Klein Constantia (2016) missing qualifiers by rider |
|                                                   |                      |                    |                                                     |
| Źródła: ProCyclingStats Cycling Quotient          |                      |                    |                                                     |

Przypis: Tom Boonen, koniec kariery
Przypis: Przemysław Kasperkiewicz missing qualifiers by rider

### 2016

#### Skład
| Skład drużyny 2016                                        | Skład drużyny 2016   | Skład drużyny 2016 | Skład drużyny 2016                         |
| Imię i nazwisko                                           | Data urodzenia       | Państwo            | Poprzednia grupa                           |
| --------------------------------------------------------- | -------------------- | ------------------ | ------------------------------------------ |
| Julian Alaphilippe                                        | 11 czerwca 1992      | Francja            | Etixx-iHNed (2013)                         |
| Tom Boonen                                                | 15 października 1980 | Belgia             | US Postal Service (2002)                   |
| Maxime Bouet                                              | 3 listopada 1986     | Francja            | AG2R La Mondiale (2014)                    |
| Gianluca Brambilla                                        | 22 sierpnia 1987     | Włochy             | Colnago-CSF Inox (2012)                    |
| Rodrigo Contreras                                         | 2 czerwca 1994       | Kolumbia           | Coldeportes-Claro (2015)                   |
| David de la Cruz                                          | 6 maja 1989          | Hiszpania          | NetApp-Endura (2014)                       |
| Laurens De Plus                                           | 4 września 1995      | Belgia             | Lotto-Soudal U23 (2015)                    |
| Fernando Gaviria                                          | 19 sierpnia 1994     | Kolumbia           | Coldeportes-Claro (2015)                   |
| Bob Jungels                                               | 22 września 1992     | Luksemburg         | Trek Factory Racing (2015)                 |
| Iljo Keisse                                               | 21 grudnia 1982      | Belgia             | Topsport Vlaanderen-Mercator (2009)        |
| Marcel Kittel                                             | 11 maja 1988         | Niemcy             | Giant-Alpecin (2015)                       |
| Yves Lampaert                                             | 10 kwietnia 1991     | Belgia             | Topsport Vlaanderen-Baloise (2014)         |
| Nikolas Maes                                              | 9 kwietnia 1986      | Belgia             | Topsport Vlaanderen-Mercator (2009)        |
| Daniel Martin                                             | 20 sierpnia 1986     | Irlandia           | Cannondale-Garmin (2015)                   |
| Tony Martin                                               | 23 kwietnia 1985     | Niemcy             | HTC-Highroad (2011)                        |
| Davide Martinelli                                         | 31 maja 1993         | Włochy             | Colpack (2015)                             |
| Gianni Meersman                                           | 5 grudnia 1985       | Belgia             | Lotto-Belisol (2012)                       |
| Maximiliano Richeze                                       | 7 marca 1983         | Argentyna          | Lampre-Merida (2015)                       |
| Fabio Sabatini                                            | 18 lutego 1985       | Włochy             | Cannondale (2014)                          |
| Pieter Serry                                              | 21 listopada 1988    | Belgia             | Topsport Vlaanderen-Mercator (2012)        |
| Zdeněk Štybar                                             | 11 grudnia 1985      | Czechy             | Telenet-Fidea (2011)                       |
| Niki Terpstra                                             | 18 maja 1984         | Holandia           | Team Milram (2010)                         |
| Matteo Trentin                                            | 2 sierpnia 1989      | Włochy             | Marchiol-Pasta Montegrappa-Orogildo (2010) |
| Petr Vakoč                                                | 11 lipca 1992        | Czechy             | Etixx-iHNed (2013)                         |
| Guillaume Van Keirsbulck                                  | 14 lutego 1991       | Belgia             | Beveren 2000 (2010)                        |
| Stijn Vandenbergh                                         | 25 kwietnia 1984     | Belgia             | Katusha (2011)                             |
| Martin Velits                                             | 21 lutego 1985       | Słowacja           | HTC-Highroad (2011)                        |
| Julien Vermote                                            | 26 lipca 1989        | Belgia             | Beveren 2000 (2010)                        |
| Carlos Verona (1 sty–29 lip)                              | 4 listopada 1992     | Hiszpania          | Burgos BH-Castilla y León (2012)           |
| Łukasz Wiśniowski                                         | 7 grudnia 1991       | Polska             | Etixx (2014)                               |
| Adrien Costa (1 sie–31 gru, stażysta)                     | 19 sierpnia 1997     | Stany Zjednoczone  |                                            |
| Iván García Cortina (1 sie–31 gru, stażysta)              | 20 listopada 1995    | Hiszpania          | Klein Constantia (2016)                    |
| František Sisr (26 sie–31 gru, stażysta)                  | 17 marca 1993        | Czechy             | Team Dukla Praha (2015)                    |
|                                                           |                      |                    |                                            |
| Źródła: ProCyclingStats Cycling Quotient Cycling Archives |                      |                    |                                            |

### 2015

#### Skład
| Skład drużyny 2015                         | Skład drużyny 2015   | Skład drużyny 2015 | Skład drużyny 2015                         |
| Imię i nazwisko                            | Data urodzenia       | Państwo            | Poprzednia grupa                           |
| ------------------------------------------ | -------------------- | ------------------ | ------------------------------------------ |
| Julian Alaphilippe                         | 11 czerwca 1992      | Francja            | Etixx-iHNed (2013)                         |
| Tom Boonen                                 | 15 października 1980 | Belgia             | US Postal Service (2002)                   |
| Maxime Bouet                               | 3 listopada 1986     | Francja            | AG2R La Mondiale (2014)                    |
| Gianluca Brambilla                         | 22 sierpnia 1987     | Włochy             | Colnago-CSF Inox (2012)                    |
| Mark Cavendish                             | 21 maja 1985         | Wielka Brytania    | Team Sky (2012)                            |
| David de la Cruz                           | 6 maja 1989          | Hiszpania          | NetApp-Endura (2014)                       |
| Michał Gołaś                               | 29 kwietnia 1984     | Polska             | Vacansoleil-DCM (2011)                     |
| Iljo Keisse                                | 21 grudnia 1982      | Belgia             | Topsport Vlaanderen-Mercator (2009)        |
| Michał Kwiatkowski                         | 2 czerwca 1990       | Polska             | Team RadioShack (2011)                     |
| Yves Lampaert                              | 10 kwietnia 1991     | Belgia             | Topsport Vlaanderen-Baloise (2014)         |
| Nikolas Maes                               | 9 kwietnia 1986      | Belgia             | Topsport Vlaanderen-Mercator (2009)        |
| Tony Martin                                | 23 kwietnia 1985     | Niemcy             | HTC-Highroad (2011)                        |
| Gianni Meersman                            | 5 grudnia 1985       | Belgia             | Lotto-Belisol (2012)                       |
| Mark Renshaw                               | 22 października 1982 | Australia          | Belkin (2013)                              |
| Fabio Sabatini                             | 18 lutego 1985       | Włochy             | Cannondale (2014)                          |
| Pieter Serry                               | 21 listopada 1988    | Belgia             | Topsport Vlaanderen-Mercator (2012)        |
| Zdeněk Štybar                              | 11 grudnia 1985      | Czechy             | Telenet-Fidea (2011)                       |
| Niki Terpstra                              | 18 maja 1984         | Holandia           | Team Milram (2010)                         |
| Matteo Trentin                             | 2 sierpnia 1989      | Włochy             | Marchiol-Pasta Montegrappa-Orogildo (2010) |
| Rigoberto Urán                             | 26 stycznia 1987     | Kolumbia           | Team Sky (2013)                            |
| Petr Vakoč                                 | 11 lipca 1992        | Czechy             | Etixx-iHNed (2013)                         |
| Guillaume Van Keirsbulck                   | 14 lutego 1991       | Belgia             | Beveren 2000 (2010)                        |
| Stijn Vandenbergh                          | 25 kwietnia 1984     | Belgia             | Katusha (2011)                             |
| Martin Velits                              | 21 lutego 1985       | Słowacja           | HTC-Highroad (2011)                        |
| Julien Vermote                             | 26 lipca 1989        | Belgia             | Beveren 2000 (2010)                        |
| Carlos Verona                              | 4 listopada 1992     | Hiszpania          | Burgos BH-Castilla y León (2012)           |
| Łukasz Wiśniowski                          | 7 grudnia 1991       | Polska             | Etixx (2014)                               |
| Rodrigo Contreras (1 sie–31 gru, stażysta) | 2 czerwca 1994       | Kolumbia           | Coldeportes-Claro (2015)                   |
| Fernando Gaviria (1 sie–31 gru, stażysta)  | 19 sierpnia 1994     | Kolumbia           | Coldeportes-Claro (2015)                   |
|                                            |                      |                    |                                            |
| Źródło: ProCyclingStats                    |                      |                    |                                            |

## Ważniejsze sukcesy (2003–2012)

### 2003

#### Zwycięstwa
- Mistrz świata w jeździe indywidualnej na czas: Michael Rogers
- Mistrz Włoch w wyścigu ze startu wspólnego: Paolo Bettini
- Mistrz Węgier w jeździe indywidualnej na czas: László Bodrogi
- 1. miejsce, Milano – San Remo: Paolo Bettini
- 1. miejsce, 7. etap Tour de France: Richard Virenque
- 1. miejsce, 17. etap Tour de France: Servais Knaven
- 1. miejsce, klasyfikacja górska Tour de France: Richard Virenque
- 1. miejsce, Vattenfall Cyclassics: Paolo Bettini
- 1. miejsce, Clásica de San Sebastián: Paolo Bettini
- 1. miejsce, UCI World Cup: Paolo Bettini

### 2004

#### Zwycięstwa
- Mistrz olimpijski w wyścigu ze startu wspólnego: Paolo Bettini
- Mistrz świata w jeździe indywidualnej na czas: Michael Rogers
- Mistrz Węgier w jeździe indywidualnej na czas: László Bodrogi
- 1. miejsce, 2. etap Paris-Nice: Pedro Horrillo
- 1. miejsce, 4. i 6. etap Tirreno-Adriático: Paolo Bettini
- 1. miejsce, klasyfikacja generalna Tirreno-Adriático: Paolo Bettini
- 1. miejsce, Gent-Wevelgem: Tom Boonen
- 1. miejsce, 8. etap Tour de Suisse: Paolo Bettini
- 1. miejsce, 6. i 20. etap Tour de France: Tom Boonen
- 1. miejsce, 10. etap Tour de France: Richard Virenque
- 1. miejsce, 18. etap Tour de France: Juan Miguel Mercado
- 1. miejsce, klasyfikacja górska Tour de France: Richard Virenque
- 1. miejsce, UCI World Cup: Paolo Bettini

### 2005

#### Zwycięstwa
- Mistrz świata w jeździe indywidualnej na czas: Michael Rogers
- Mistrz świata w wyścigu ze startu wspólnego: Tom Boonen
- 1. miejsce, 1. i 2. etap Paris-Nice: Tom Boonen
- 1. miejsce, 5. etap Tirreno-Adriático: Servais Knaven
- 1. miejsce, Ronde van Vlaanderen: Tom Boonen
- 1. miejsce, Paris-Roubaix: Tom Boonen
- 1. miejsce, 1. etap Giro d'Italia: Paolo Bettini
- 1. miejsce, klasyfikacja punktowa Giro d'Italia: Paolo Bettini
- 1. miejsce, 2. i 3. etap Tour de France: Tom Boonen
- 1. miejsce, Prolog (ITT) Eneco Tour: Rik Verbrugghe
- 1. miejsce, 16. etap Vuelta a España: Paolo Bettini
- 1. miejsce, Meisterschaft von Zürich: Paolo Bettini
- 1. miejsce, Giro di Lombardia: Paolo Bettini
- 2. miejsce, klasyfikacja generalna Tour de Suisse: Michael Rogers

### 2006

#### Zwycięstwa
- Mistrz świata w wyścigu ze startu wspólnego: Paolo Bettini
- Mistrz Włoch w wyścigu ze startu wspólnego: Paolo Bettini
- 1. miejsce, 1., 2. i 4. etap Paris-Nice: Tom Boonen
- 1. miejsce, 1. i 2. etap Tirreno-Adriático: Paolo Bettini
- 1. miejsce, Milano – San Remo: Filippo Pozzato
- 1. miejsce, Ronde van Vlaanderen: Tom Boonen
- 1. miejsce, 15. etap Giro d'Italia: Paolo Bettini
- 1. miejsce, 19. etap Giro d'Italia: Juan Manuel Gárate
- 1. miejsce, klasyfikacja punktowa Giro d'Italia: Paolo Bettini
- 1. miejsce, klasyfikacja górska Giro d'Italia: Juan Manuel Gárate
- 1. miejsce, 1. etap Tour de Suisse: Tom Boonen
- 1. miejsce, 3. etap Tour de Suisse: Nick Nuyens
- 1. miejsce, 18. etap Tour de France: Matteo Tosatto
- 1. miejsce, 1., 3. i 5. etap Eneco Tour: Tom Boonen
- 1. miejsce, 2. etap Vuelta a España: Paolo Bettini
- 1. miejsce, klasyfikacja punktowa Tour de Pologne: Wouter Weylandt
- 1. miejsce, Giro di Lombardia: Paolo Bettini
- 2. miejsce, Paris-Roubaix: Tom Boonen
- 2. miejsce, Liège-Bastogne-Liège: Paolo Bettini
- 7. miejsce, klasyfikacja generalna Giro d'Italia: Juan Manuel Gárate

### 2007

#### Zwycięstwa
- Mistrz świata w wyścigu ze startu wspólnego: Paolo Bettini
- Mistrz Włoch w wyścigu ze startu wspólnego: Giovanni Visconti
- 1. miejsce, 2. etap Tour de Suisse: Alessandro Proni
- 1. miejsce, 2. etap Tour de France: Gert Steegmans
- 1. miejsce, 6. i 12. etap Tour de France: Tom Boonen
- 1. miejsce, 10. etap Tour de France: Cédric Vasseur
- 1. miejsce, klasyfikacja punktowa Tour de France: Tom Boonen
- 1. miejsce, 4. etap Eneco Tour: Wouter Weylandt
- 1. miejsce, 7. etap (ITT) Eneco Tour: Sébastien Rosseler
- 1. miejsce, 3. etap Vuelta a España: Paolo Bettini
- 2. miejsce, Clásica de San Sebastián: Juan Manuel Gárate
- 3. miejsce, Milano – San Remo: Tom Boonen

### 2008

#### Zwycięstwa
- Mistrz Belgii w jeździe indywidualnej na czas: Stijn Devolder
- 1. miejsce, 1. i 2. etap Paris-Nice: Gert Steegmans
- 1. miejsce, 5. etap Paris-Nice: Carlos Barredo
- 1. miejsce, klasyfikacja drużynowa Paris-Nice
- 1. miejsce, Ronde van Vlaanderen: Stijn Devolder
- 1. miejsce, Paris-Roubaix: Tom Boonen
- 1. miejsce, 21. etap Tour de France: Gert Steegmans
- 1. miejsce, 1. i 4. etap Eneco Tour: Tom Boonen
- 1. miejsce, 3. i 16. etap Vuelta a España: Tom Boonen
- 1. miejsce, 6. i 12. etap Vuelta a España: Paolo Bettini
- 1. miejsce, 17. etap Vuelta a España: Wouter Weylandt
- 1. miejsce, 2. etap Tour de Pologne: Allan Davis
- 3. miejsce, Gent-Wevelgem: Wouter Weylandt

### 2009

#### Zwycięstwa
- Mistrz Belgii w wyścigu ze startu wspólnego: Tom Boonen
- Mistrz Białorusi w jeździe indywidualnej na czas: Branisłau Samojłau
- 1. miejsce, 2., 4. i 5. etap Tour Down Under: Allan Davis
- 1. miejsce, klasyfikacja generalna Tour Down Under: Allan Davis
- 1. miejsce, klasyfikacja punktowa Tour Down Under: Allan Davis
- 1. miejsce, 3. etap Paris-Nice: Sylvain Chavanel
- 1. miejsce, klasyfikacja punktowa Paris-Nice: Sylvain Chavanel
- 1. miejsce, klasyfikacja młodzieżowa Paris-Nice: Kevin Seeldraeyers
- 1. miejsce, Ronde van Vlaanderen: Stijn Devolder
- 1. miejsce, Paris-Roubaix: Tom Boonen
- 1. miejsce, klasyfikacja młodzieżowa Giro d'Italia: Kevin Seeldraeyers
- 1. miejsce, Clásica de San Sebastián: Carlos Barredo
- 1. miejsce, Prolog (ITT) Eneco Tour: Sylvain Chavanel
- 1. miejsce, 3. etap Eneco Tour: Tom Boonen
- 3. miejsce, klasyfikacja generalna Paris-Nice: Sylvain Chavanel

### 2010

#### Zwycięstwa
- Mistrz Belgii w wyścigu ze startu wspólnego: Stijn Devolder
- Mistrz Belgii w jeździe indywidualnej na czas: Stijn Devolder
- Mistrz Białorusi w jeździe indywidualnej na czas: Branisłau Samojłau
- 1. miejsce, 2. etap Tirreno-Adriático: Tom Boonen
- 1. miejsce, 5. etap Volta Ciclista a Catalunya: Davide Malacarne
- 1. miejsce, 3. etap Giro d'Italia: Wouter Weylandt
- 1. miejsce, 5. etap Giro d'Italia: Jérôme Pineau
- 1. miejsce, 2. i 7. etap Tour de France: Sylvain Chavanel
- 1. miejsce, 15. etap Vuelta a España: Carlos Barredo
- 2. miejsce, Milano – San Remo: Tom Boonen
- 2. miejsce, Ronde van Vlaanderen: Tom Boonen

### 2011

#### Zwycięstwa
- Mistrz Francji w wyścigu ze startu wspólnego: Sylvain Chavanel
- 1. miejsce, klasyfikacja górska Tirreno-Adriático: Davide Malacarne
- 1. miejsce, Gent-Wevelgem: Tom Boonen
- 2. miejsce, Ronde van Vlaanderen: Sylvain Chavanel

### 2012

#### Zwycięstwa
- 1. miejsce w mistrzostwach Polski (start wspólny): Michał Gołaś
- 1. miejsce w przełajowych mistrzostwach Czech: Zdeněk Štybar
- 1. miejsce w Tour de San Luis: Levi Leipheimer
  - 1. miejsce na 1. i 2. etapie: Francesco Chicchi
  - 1. miejsce na 4. etapie: Levi Leipheimer
  - 1. miejsce na 7. etapie: Tom Boonen
- 1. miejsce w Tour of Qatar: Tom Boonen
  - 1. miejsce na 1. i 4. etapie: Tom Boonen
- 1. miejsce w Trofeo Palma: Andrew Fenn
- 1. miejsce w Trofeo Migjorn: Andrew Fenn
- 1. miejsce na 4. etapie Volta ao Algarve: Gerald Ciolek
- 1. miejsce w Tour of Oman: Peter Velits
- 1. miejsce w Driedaagse van West-Vlaanderen: Julien Vermote
  - 1. miejsce na prologu: Michał Kwiatkowski
  - 1. miejsce na 1. etapie: Francesco Chicchi
- 1. miejsce na 2. etapie Paryż-Nicea: Tom Boonen
- 1. miejsce w Nokere Koerse: Francesco Chicchi
- 1. miejsce w Handzame Classic: Francesco Chicchi
- 1. miejsce w Dwars door Vlaanderen: Niki Terpstra
- 1. miejsce w E3 Harelbeke: Tom Boonen
- 1. miejsce w Gandawa–Wevelgem: Tom Boonen
- 1. miejsce w Driedaagse van De Panne-Koksijde: Sylvain Chavanel
  - 1. miejsce na etapie 3b (ITT): Sylvain Chavanel
- 1. miejsce w Ronde van Vlaanderen: Tom Boonen